# Behaard lieveheersbeestje
Het behaard lieveheersbeestje (Platynaspis luteorubra) is een keversoort uit de familie lieveheersbeestjes (Coccinellidae). De wetenschappelijke naam van de soort is voor het eerst geldig gepubliceerd in 1777 door Goeze.
De soort komt plaatselijk voor in gebieden van Europa en Azië. De soort komt voor in zonnige, droge graslanden. Zowel de larve als de imago eten bladluizen en de imago is vaak te vinden tussen bladluizen die geëxploiteerd worden door mieren. De imago is tussen 2,5 en 3,5 mm groot, is lichtbehaard en heeft vier rode stippen.